# Debbie Stabenow
Deborah Ann "Debbie" Stabenow, nata Greer (Gladwin, 29 aprile 1950), è una politica statunitense, senatrice per lo stato del Michigan dal 2001 al 2025 ed in precedenza membro della Camera dei Rappresentanti per lo stesso stato dal 1997 al 2001. Stabenow è membro del Partito Democratico.

## Biografia
Laureata magna cum laude alla Michigan State University, la Stabenow lavorò per alcuni anni come assistente sociale prima di intraprendere la carriera politica.

## Carriera
Dopo undici anni alla Camera dei rappresentanti del Michigan, fu eletta a quella nazionale, dove servì due mandati. Successivamente sfidò il senatore repubblicano in carica Spencer Abraham e lo sconfisse con un margine dell'1%. Abraham fu poi nominato Segretario dell'Energia dal Presidente Bush.
Molto attenta alle tematiche sanitarie, la Stabenow è stata proposta dalla National Organization of Women come nuovo Segretario della Salute e dei Servizi Umani degli Stati Uniti d'America dopo il rifiuto di Tom Daschle. Alla fine però il Presidente Obama scelse la governatrice del Kansas Kathleen Sebelius.